# Stupină

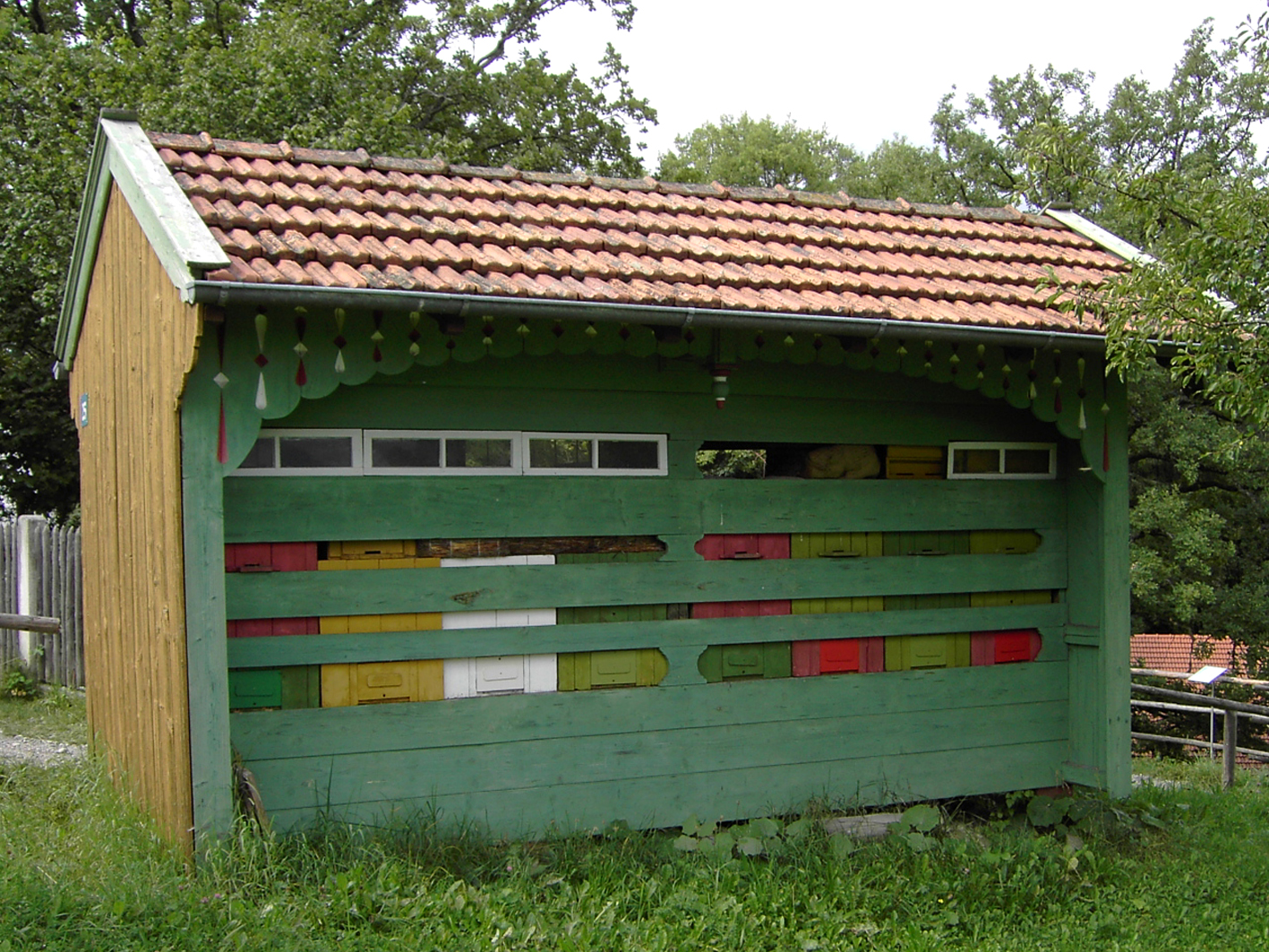

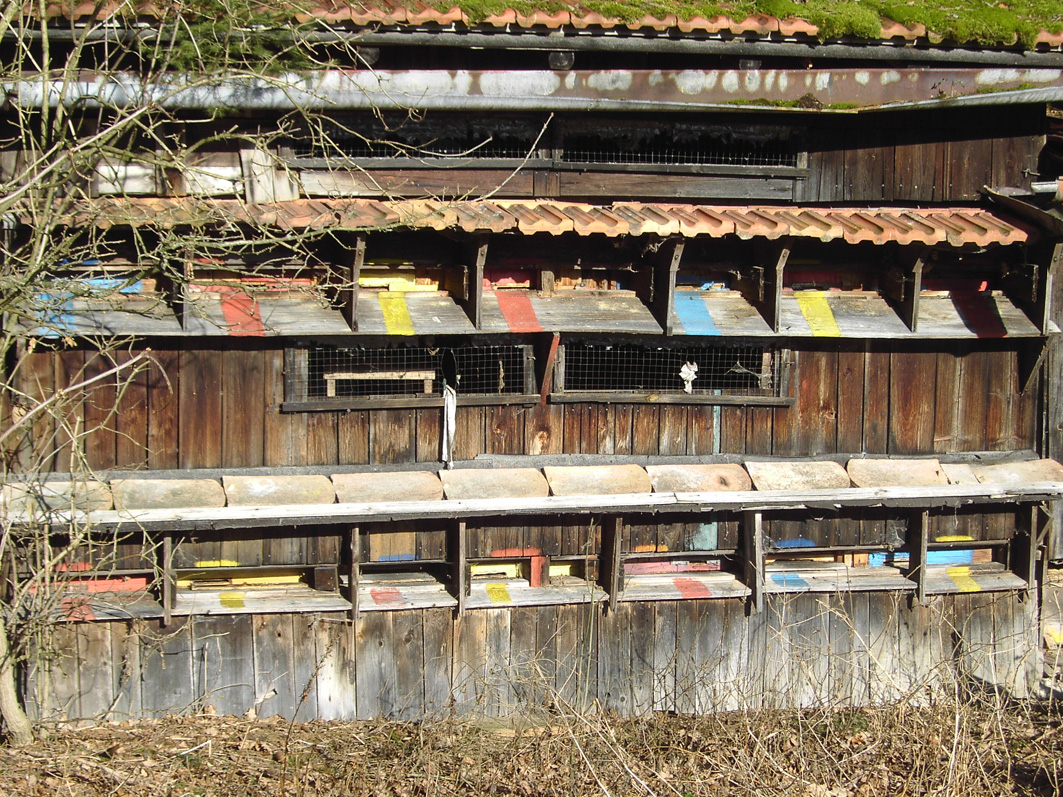

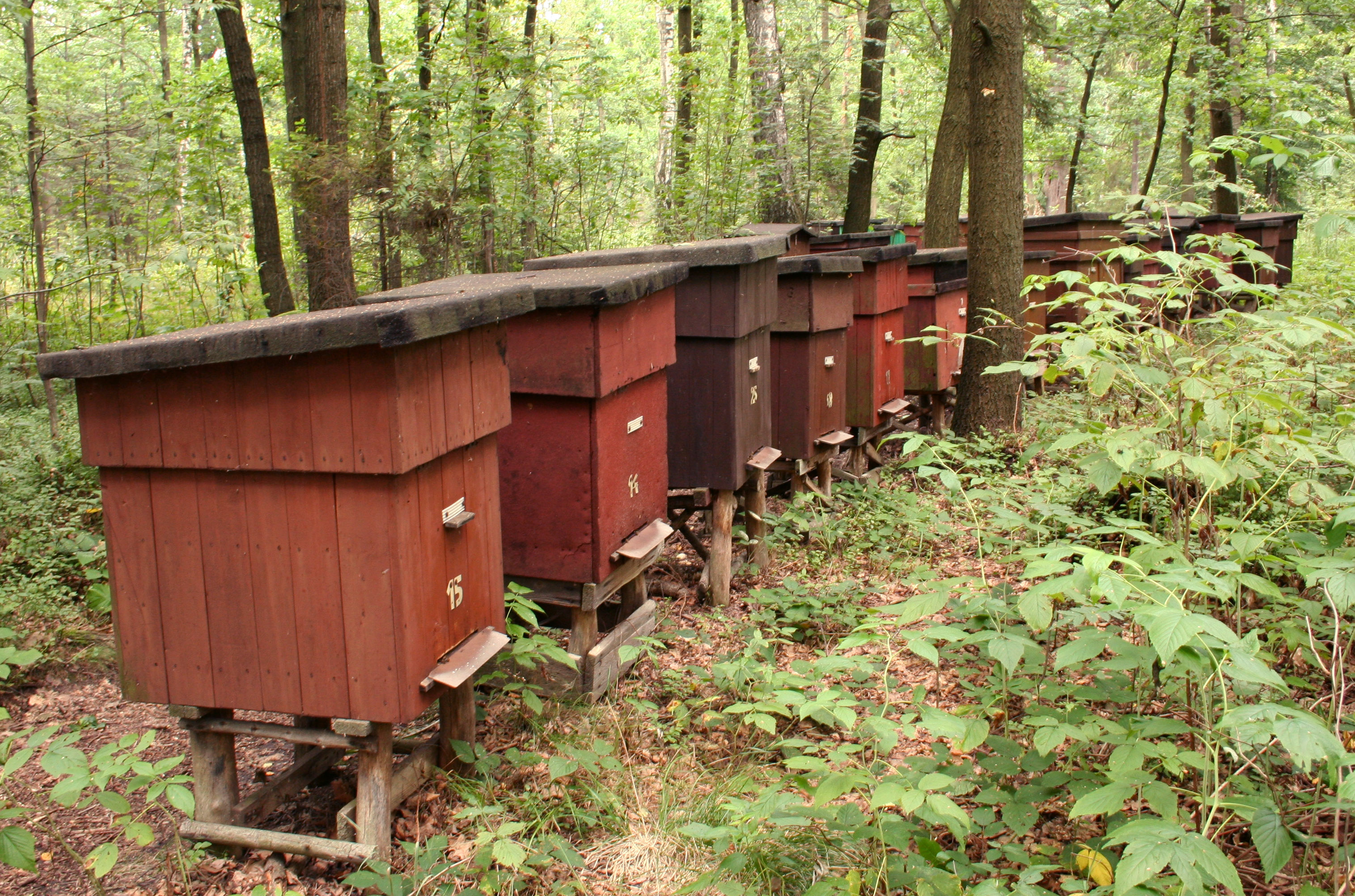

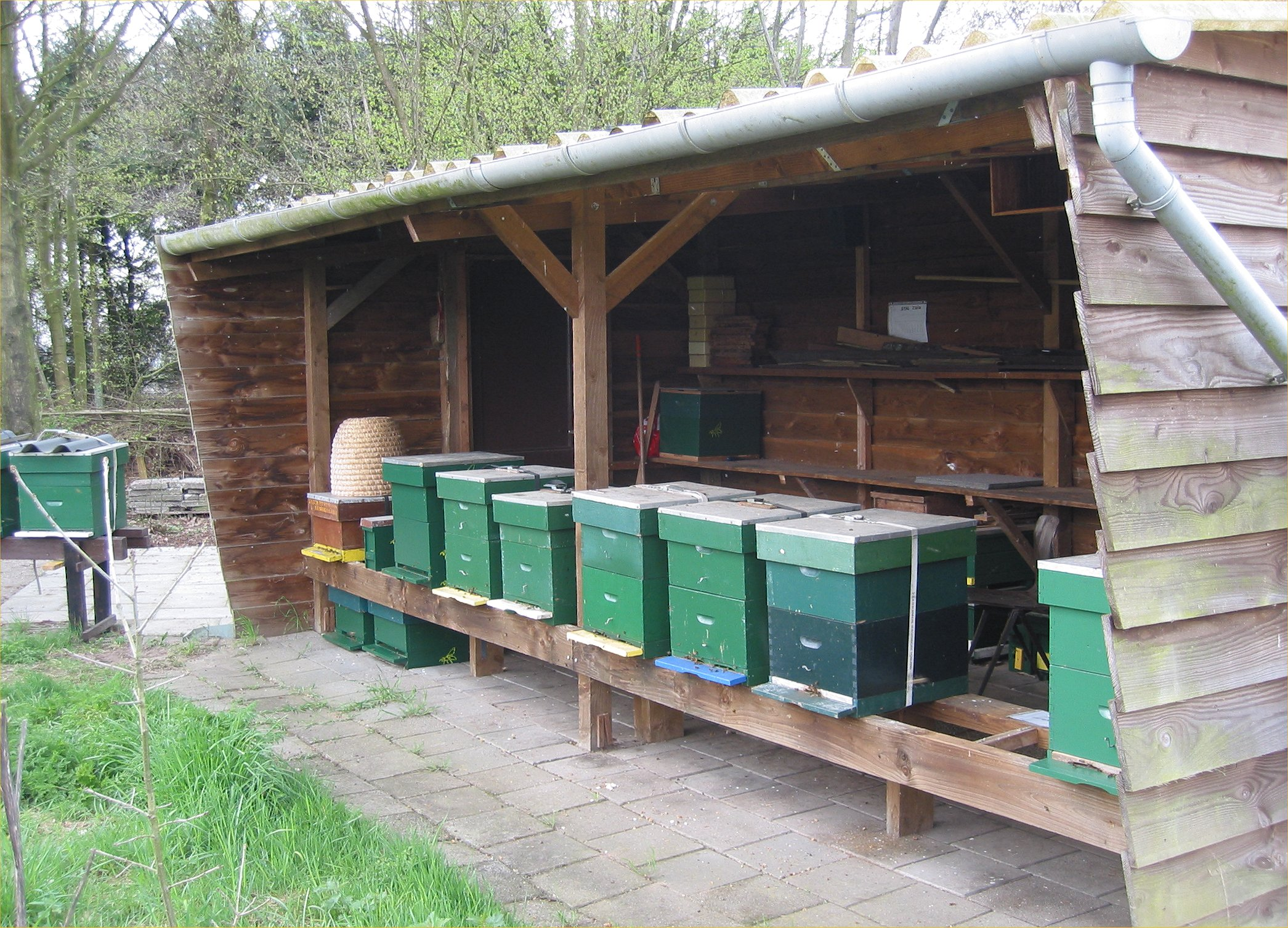

Stupina numită și prisacă, este locul pe care se află amplasate familiile de albine împreună cu stupii respectivi, cabana, inventarul și instalațiile anexe.
Legea nr. 131 din 30 iunie 2010 pentru modificarea și completarea Legii apiculturii nr. 89/1998 definește, între altele, următorii termeni:
- stupină - un ansamblu unitar de familii de albine - stupi/loc unde se cresc albinele, unde sunt amplasați stupii și toate instalațiile anexe;
- vatra de stupină - locul de amplasare a unei stupine permanente sau temporare;
- stupină staționară/permanentă - stupină amplasată de obicei în locul unde albinele iernează;
- stupină temporară - stupină transportată și amplasată temporar lângă sursele melifere pentru perioada de cules și mutată ulterior în alt loc.

La alegerea unei vetre bune de stupină trebuie ținut cont de 2 factori:
- floră (Trebuie să existe resurse melifere bogate pe o rază de 1000-1500m, deoarece ele sunt folosite pe timp mai puțin favorabil, în timp ce cele mai îndepărtate sunt vizitate numai pe timp foarte bun)
- microclimat (Se vor evita locurile unde vânturile bat puternic, mai ales dinspre nord, deoarece este periculos pentru iernarea familiilor de albine. De asemenea, locul nu trebuie să fie prea umed sau mlăștinos, dar să aibă surse de apă, să nu se afle în apropierea întreprinderilor).

Așezarea stupilor în prisacă trebuie făcută în așa fel ca să se evite rătăcirea albinelor, dar mai ales a mătcii ieșite la zborul de împerechere. Stupii se așază pe postamente la o înălțime de 30 - 50 cm de la sol, pentru a-i feri de umiditate, curenți reci iarna, temperatura solului vara și de atacul șoarecilor.
Regulamentul Consiliului Europei Despre Producerea Agricolă Organică No 1804/1999 din 19 iulie 1999, prevede că amplasarea stupinei presupune:
- Asigurarea cantității suficiente de nectar natural, secreție zaharoasă și polen, precum și accesul la apă;
- În raza de 3 km plantațiile agricole să fie preponderent organice, iar vegetația sălbatică să nu fie supusă unui tratament antiecologic;
- Stupina să fie la distanță suficientă de față de orice surse de producție neagricolă ce ar putea duce la contaminare, de exemplu: centre urbane, autostrăzi, zone industriale, gropi de gunoi, incineratoare de gunoi etc.

Aceste cerințe nu se aplică în afara perioadei de înflorire sau în sezonul de iarnă.
În România, stupinele trebuie să dispună de un act de înregistrare/autorizare sanitară veterinară. Apicultorul sau persoana ce gestionează și răspunde de efectivul stupinei trebuie să aibă și să țină la zi un document numit Carnetul de stupină.
Carnetul de stupină conține informații cu privire la mișcarea efectivului, starea de sănătate și întreținere a fiecărei familii de albine, tratamentele efectuate, precum și alte operațiuni din domeniul apicol. El se completeaza pentru fiecare vatră permanentă.
Mișcările interne de animale pentru recoltarea mierii în pastoral se efectuează pe baza notificării transportului prin INTRANET între direcțiile sanitare veterinare și pentru siguranța alimentelor de la origine și de la destinație. Notificarea către direcțiile sanitare veterinare și pentru siguranța alimentelor de destinație se efectuează de către medicul veterinar oficial al direcției sanitare veterinare și pentru siguranța alimentelor de la origine, la solicitarea medicului veterinar care a eliberat certificatul și documentele de mișcare.